# La Alborada (Metropolitano)
La estación La Alborada es una estación del Metropolitano en la ciudad de Lima. Está ubicada en la intersección de la avenida Universitaria con el jirón Los Nísperos en el distrito de Comas.